# Harinagar
Harinagar – gaun wikas samiti we wschodniej części Nepalu w strefie Kośi w dystrykcie Sunsari. Według nepalskiego spisu powszechnego z 2001 roku liczył on 1148 gospodarstw domowych i 7038 mieszkańców (3397 kobiet i 3641 mężczyzn).